# Gérald Martinez
Pour les articles homonymes, voir Martínez.
Pas d'image ? Cliquez ici

a Compétitions nationales et continentales officielles uniquement.

b Matchs officiels uniquement.
Gérald Martinez, né le 30 mars 1955 à Montréjeau (France), est un joueur international français de rugby à XV évoluant au poste de demi de mêlée au Stade toulousain puis au Racing Club de France.
Il a joué en équipe de France entre 1982 et 1983.

## Biographie
Le 15 mai 1981, Gérald Martinez joue le deuxième match de l'histoire des Barbarians français contre Crawshay's à Clermont-Ferrand. Les Baa-Baas l'emportent 34 à 4. Le 7 novembre 1981, il joue de nouveau avec les Barbarians français contre la Nouvelle-Zélande à Bayonne. Les Baa-Baas s'inclinent 18 à 28.
Il a disputé son premier test match avec l'équipe de France le 6 février 1982, contre l'équipe du pays de Galles, son dernier test match fut contre cette même équipe le 19 mars 1983.
Gérald Martinez a été deux fois capitaine de l'équipe de France lors de l'automne 1982, contre l'Argentine, où la France a gagné les deux test matchs.
Le 22 octobre 1985, il rejoue avec les Barbarians français contre le Japon à Cognac. Les Baa-Baas l'emportent 45 à 4. Puis le 10 mai 1986, il est encore invité avec les Barbarians français pour jouer contre l'Écosse à Agen. Les Baa-Baas l'emportent 32 à 19.
De 1990 à 1999, il joue pour l'Association Sportive des Commerçants de Paris (ASCP).
Il préside l'amicale des anciens internationaux français, et est dirigeant fédéral, territorial (C.I.F.R.), de club (Racing Club de France). Il est chef d'entreprise.
En 2006, il est manager de l'équipe de France de moins de 19 ans.

## Statistiques en équipe nationale
- Sélections en équipe de France : 7.
- Sélections par année : 5 en 1982, 2 en 1983.
- Tournois des Cinq Nations disputés : 1982, 1983.

## Palmarès

### En club
- Finaliste du Championnat de France en 1980 avec le Stade toulousain et en 1987 avec le Racing CF.
- Vainqueur de la Coupe de France en 1984 avec le Stade toulousain.
- Finaliste du Challenge Yves du Manoir en 1984 avec le Stade toulousain.
- Deux fois champion de France avec les Commerçants de Paris en 1995 et 1999

### En équipe nationale
- Vainqueur du Tournoi des Cinq Nations en 1983 avec l'équipe de France.